# Sylvanès
Sylvanès (Salvanez en occitan) est une commune française située dans le département de l'Aveyron en région Occitanie.
Le patrimoine architectural de la commune comprend un immeuble protégé au titre des monuments historiques : l'abbaye de Sylvanès, classée en 1862.

## Géographie

### Localisation
Sylvanès est situé dans le sud du département de l'Aveyron à 432 mètres d'altitude dans les contreforts des Monts de Lacaune au bord du ruisseau des Prats.

### Communes limitrophes
Les communes limitrophes sont  Camarès, Fayet, Gissac, Montagnol et Saint-Félix-de-Sorgues.
| Gissac  | Saint-Félix-de-Sorgues |           |
| Camarès | Sylvanès               | Montagnol |
|         | Fayet                  |           |

### Hydrographie

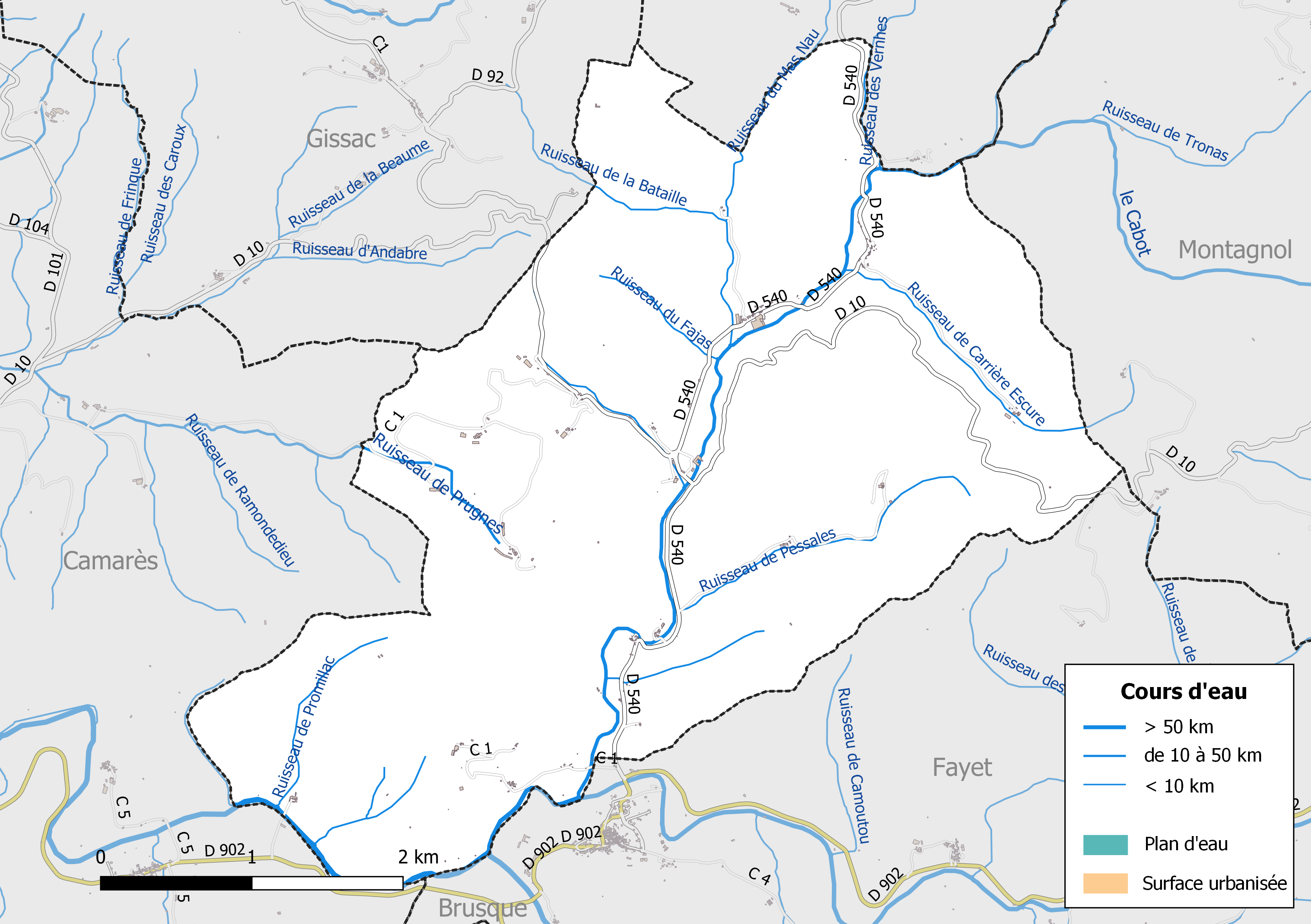
Réseaux hydrographique et routier de Sylvanès.

La commune est drainée par le Dourdou de Camarès, la Nuéjouls, le Cabot, le ruisseau de Prugnes, le ruisseau de Carrière Escure, le ruisseau de la Bataille, le ruisseau de la Combe, le ruisseau de Pessales, le ruisseau de Promillac, le ruisseau des Vernhes, le ruisseau du Fajas, le ruisseau du Mas Nau et par divers petits cours d'eau.
Le Dourdou de Camarès, d'une longueur totale de 86,8 km, prend sa source dans la commune de Murat-sur-Vèbre (81) et se jette  dans le Tarn à Saint-Izaire, après avoir arrosé 13 communes.
La Nuéjouls, d'une longueur totale de 31,2 km, prend sa source dans la commune de Mélagues et se jette  dans le Dourdou de Camarès à Sylvanès, après avoir arrosé 5 communes.
Le Cabot, d'une longueur totale de 10,3 km, prend sa source dans la commune de Montagnol et se jette  dans la Nuéjouls à Sylvanès, après avoir arrosé 3 communes.

### Climat
Pour des articles plus généraux, voir Climat de l'Occitanie et Climat de l'Aveyron.
En 2010, le climat de la commune est de type climat des marges montargnardes, selon une étude s'appuyant sur une série de données couvrant la période 1971-2000. En 2020, Météo-France publie une typologie des climats de la France métropolitaine dans laquelle la commune est dans une zone de transition entre le climat de montagne et le climat méditerranéen et est dans la région climatique Sud-est du Massif Central, caractérisée par une pluviométrie annuelle de 1 000 à 1 500 mm, minimale en été, maximale en automne.
Pour la période 1971-2000, la température annuelle moyenne est de 11,7 °C, avec une amplitude thermique annuelle de 15,5 °C. Le cumul annuel moyen de précipitations est de 1 040 mm, avec 10,3 jours de précipitations en janvier et 4,7 jours en juillet. Pour la période 1991-2020, la température moyenne annuelle observée sur la station météorologique la plus proche, située sur la commune de Brusque à 7 km à vol d'oiseau, est de 11,0 °C et le cumul annuel moyen de précipitations est de 1 103,3 mm,. Pour l'avenir, les paramètres climatiques de la commune estimés pour 2050 selon différents scénarios d'émission de gaz à effet de serre sont consultables sur un site dédié publié par Météo-France en novembre 2022.

### Milieux naturels et biodiversité

#### Espaces protégés
La protection réglementaire est le mode d’intervention le plus fort pour préserver des espaces naturels remarquables et leur biodiversité associée.
Dans ce cadre, la commune fait partie d'un espace protégé, le Parc naturel régional des Grands Causses, créé en 1995 et d'une superficie de 327 937 ha, s'étend sur 97 communes. Ce territoire rural habité, reconnu au niveau national pour sa forte valeur patrimoniale et paysagère, s’organise autour d’un projet concerté de développement durable, fondé sur la protection et la valorisation de son patrimoine,,.

#### Zones naturelles d'intérêt écologique, faunistique et floristique

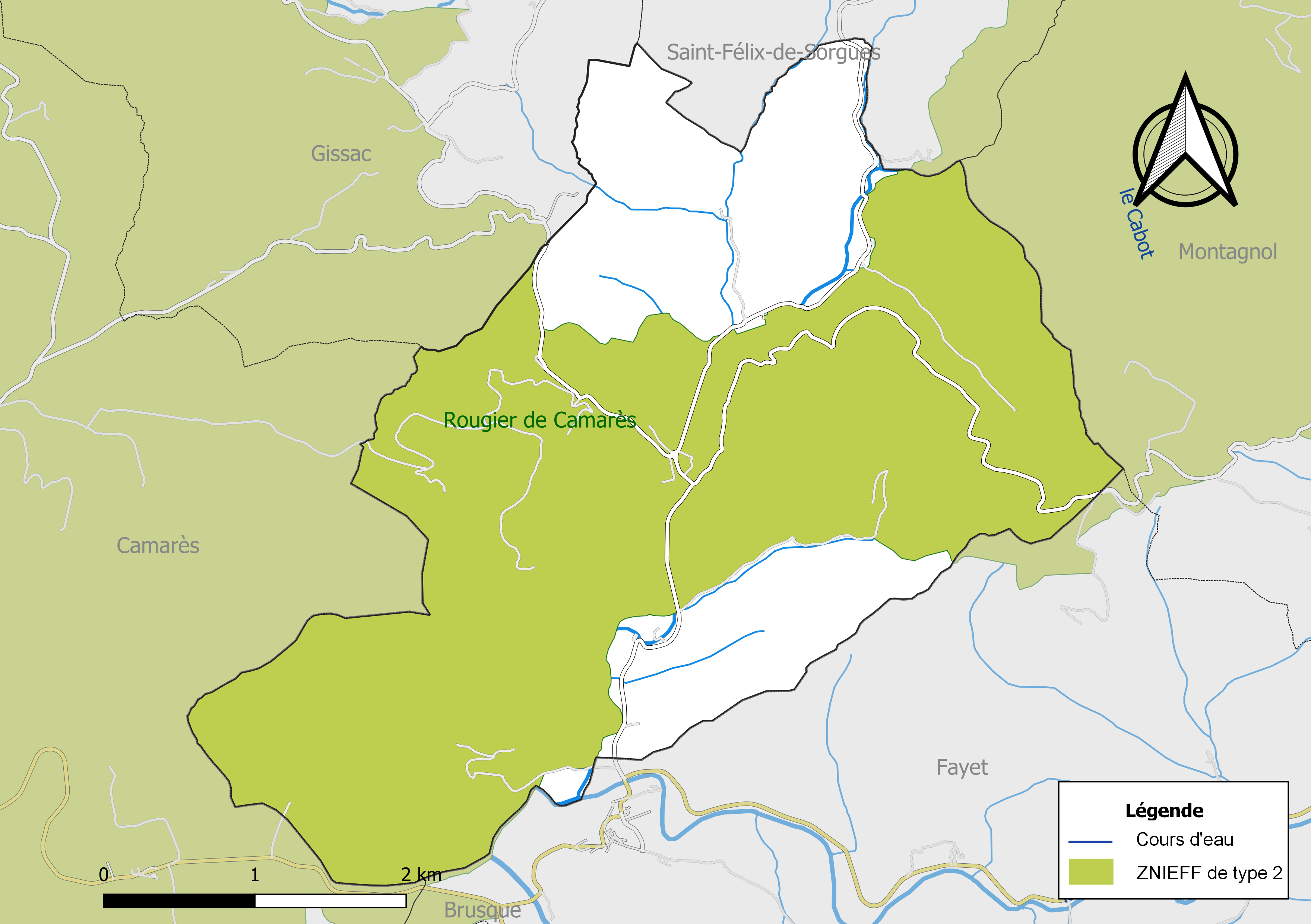
Carte de la ZNIEFF de type 2 localisée sur la commune.

L’inventaire des zones naturelles d'intérêt écologique, faunistique et floristique (ZNIEFF) a pour objectif de réaliser une couverture des zones les plus intéressantes sur le plan écologique, essentiellement dans la perspective d’améliorer la connaissance du patrimoine naturel national et de fournir aux différents décideurs un outil d’aide à la prise en compte de l’environnement dans l’aménagement du territoire.
Le territoire communal de Sylvanès comprend une ZNIEFF de type 2,, 
le « Rougier de Camarès » (56 714 ha), qui s'étend sur 33 communes dont 32 dans l'Aveyron et 1 dans l'Hérault.

## Urbanisme

### Typologie
Au 1er janvier 2024, Sylvanès est catégorisée commune rurale à habitat très dispersé, selon la nouvelle grille communale de densité à 7 niveaux définie par l'Insee en 2022.
Elle est située hors unité urbaine et hors attraction des villes,.

### Occupation des sols

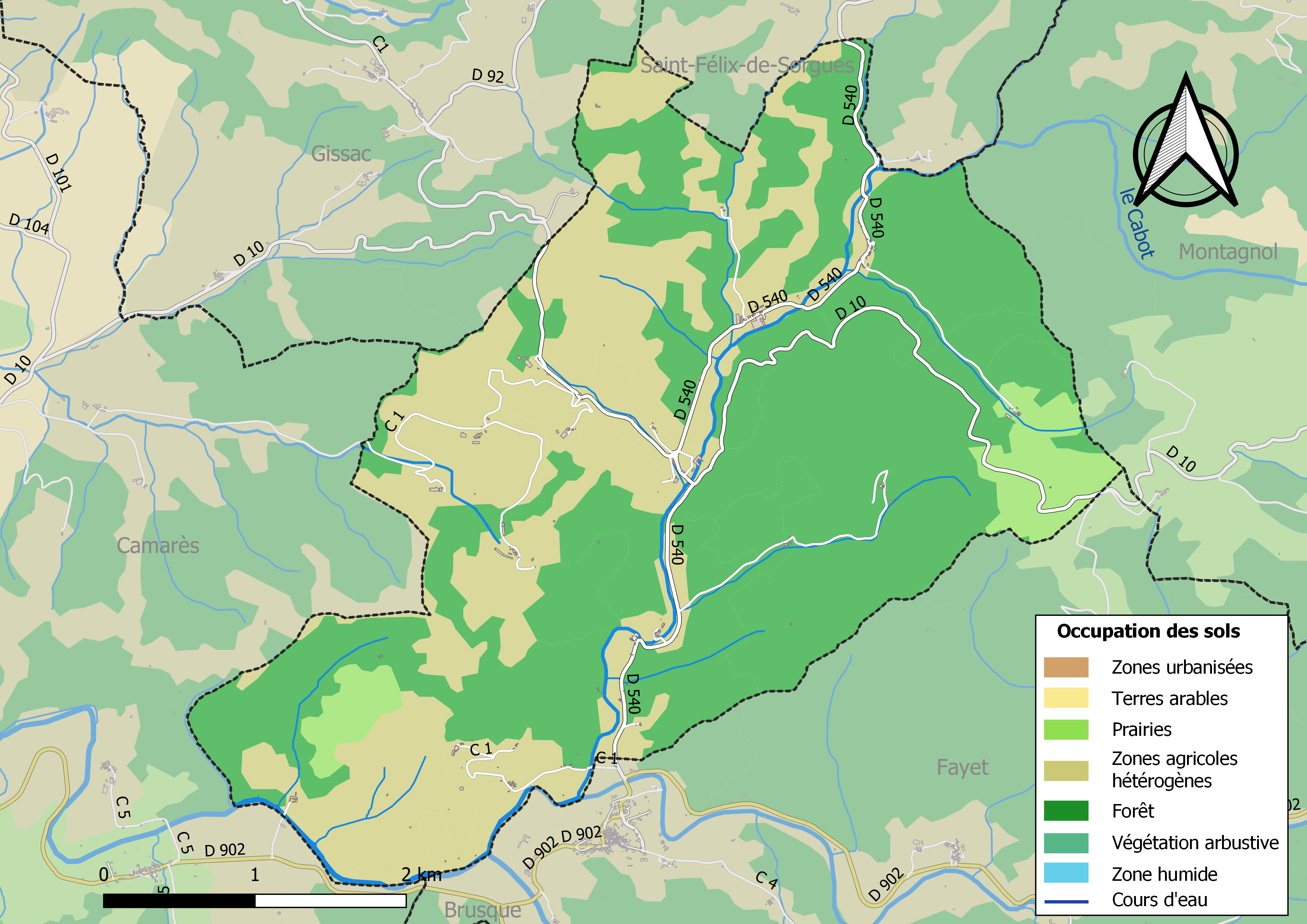
Infrastructures et occupation des sols de la commune de Sylvanès.

L'occupation des sols de la commune, telle qu'elle ressort de la base de données européenne d’occupation biophysique des sols Corine Land Cover (CLC), est marquée par l'importance des forêts et milieux semi-naturels (57,7 % en 2018), une proportion identique à celle de 1990 (57,7 %). La répartition détaillée en 2018 est la suivante : 
forêts (57,7 %), zones agricoles hétérogènes (37,4 %), prairies (4,9 %).

### Planification
La loi SRU du 13 décembre 2000 a incité fortement les communes à se regrouper au sein d’un établissement public, pour déterminer les partis d’aménagement de l’espace au sein d’un SCoT, un document essentiel d’orientation stratégique des politiques publiques à une grande échelle. La commune est dans le territoire du SCoT du Parc naturel régional des Grands Causses, approuvé le vendredi 7 juillet 2017 par le comité syndical et mis à l’enquête publique en décembre 2019. La structure porteuse est le Pôle d'équilibre territorial et rural du PNR des Grands Causses, qui associe huit communautés de communes, notamment la communauté de communes Monts, Rance et Rougier, dont la commune est membre.
La commune disposait en 2017 d'un plan local d'urbanisme en révision. Le zonage réglementaire et le règlement associé peuvent être consultés sur le Géoportail de l'urbanisme.

### Risques majeurs
Le territoire de la commune de Sylvanès est vulnérable à différents aléas naturels : inondations, climatiques (hiver exceptionnel ou canicule), feux de forêts et séisme (sismicité très faible).
Il est également exposé à deux risques particuliers, les risques radon et minier,.

#### Risques naturels

Zones inondables de la commune de Sylvanès.

Certaines parties du territoire communal sont susceptibles d’être affectées par le risque d’inondation par débordement du Dourdou de Camarès. Les dernières grandes crues historiques, ayant touché plusieurs parties du département, remontent aux 3 et 4 décembre 2003 (dans les bassins du Lot, de l'Aveyron, du Viaur et du Tarn) et au 28 novembre 2014 (bassins de la Sorgues et du Dourdou). Ce risque est pris en compte dans l'aménagement du territoire de la commune par le biais du Plan de prévention du risque inondation (PPRI) du bassin du « Dourdou de Camarès amont», approuvé le 6 décembre 2012.
Le Plan départemental de protection des forêts contre les incendies découpe le département de l’Aveyron en sept « bassins de risque » et définit une sensibilité des communes à l’aléa feux de forêt (de faible à très forte). La commune est classée en sensibilité forte.
Les mouvements de terrains susceptibles de se produire sur la commune sont liés à la présence de cavités souterraines localisées sur la commune,.

#### Risques particuliers
La commune est concernée par le risque minier, principalement lié à l’évolution des cavités souterraines laissées à l’abandon et sans entretien après l’exploitation des mines.
Dans plusieurs parties du territoire national, le radon, accumulé dans certains logements ou autres locaux, peut constituer une source significative d’exposition de la population aux rayonnements ionisants. Toutes les communes du département sont concernées par le risque radon à un niveau plus ou moins élevé. Selon le dossier départemental des risques majeurs du département établi en 2013, la commune de Sylvanès est classée à risque moyen à élevé. Un décret du 4 juin 2018 a modifié la terminologie du zonage définie dans le code de la santé publique et a été complété par un arrêté du 27 juin 2018 portant délimitation des zones à potentiel radon du territoire français. La commune est désormais en zone 3, à savoir zone à potentiel radon significatif.

## Histoire
En 1136, Pons de L'Héras, assassin et voleur converti, fonde l'abbaye de Sylvanès qui connut une grande prospérité jusqu'au XVIe siècle. À la Révolution, l'abbaye fut définitivement désertée par la communauté monastique restante. En 1800 et jusqu'au début des années 1930, la commune est regroupée avec celle de Montagnol. L'abbaye servit de bergerie jusqu'en 1977 où elle fut restaurée pour devenir un centre spirituel et culturel. En 1994, l'Église de l'Étimasis est reconstruite sur le territoire de la commune.

## Politique et administration

### Découpage territorial
La commune de Sylvanès est membre de la communauté de communes Monts, Rance et Rougier, un établissement public de coopération intercommunale (EPCI) à fiscalité propre créé le 1er janvier 2017 dont le siège est à Belmont-sur-Rance. Ce dernier est par ailleurs membre d'autres groupements intercommunaux.
Sur le plan administratif, elle est rattachée à l'arrondissement de Millau, au département de l'Aveyron et à la région Occitanie. Sur le plan électoral, elle dépend du  canton des Causses-Rougiers pour l'élection des conseillers départementaux, depuis le redécoupage cantonal de 2014 entré en vigueur en 2015, et de la troisième circonscription de l'Aveyron  pour les élections législatives, depuis le dernier découpage électoral de 2010.

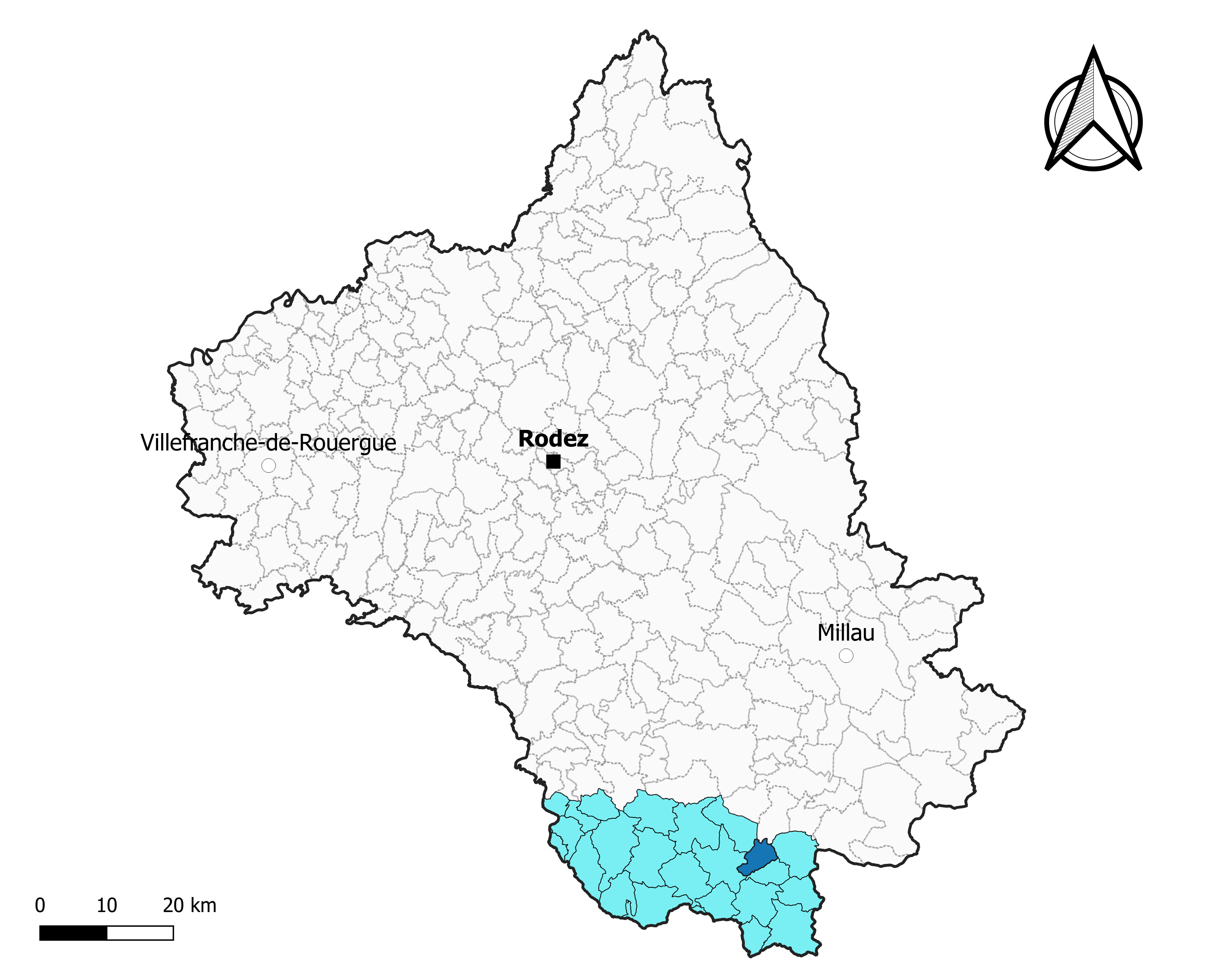
Sylvanès dans l'intercommunalité en 2020.
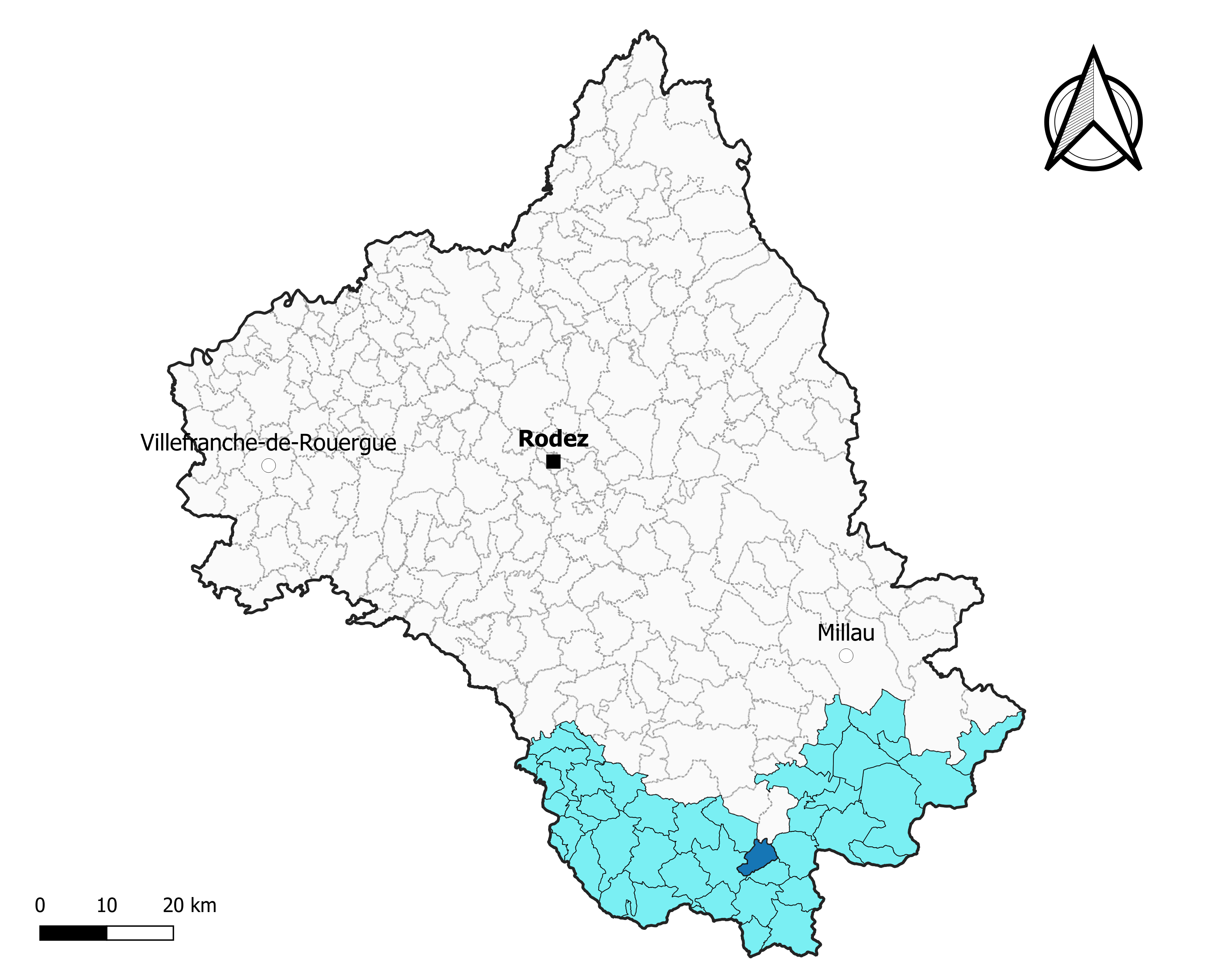
Sylvanès dans le canton des Causses-Rougiers en 2020.
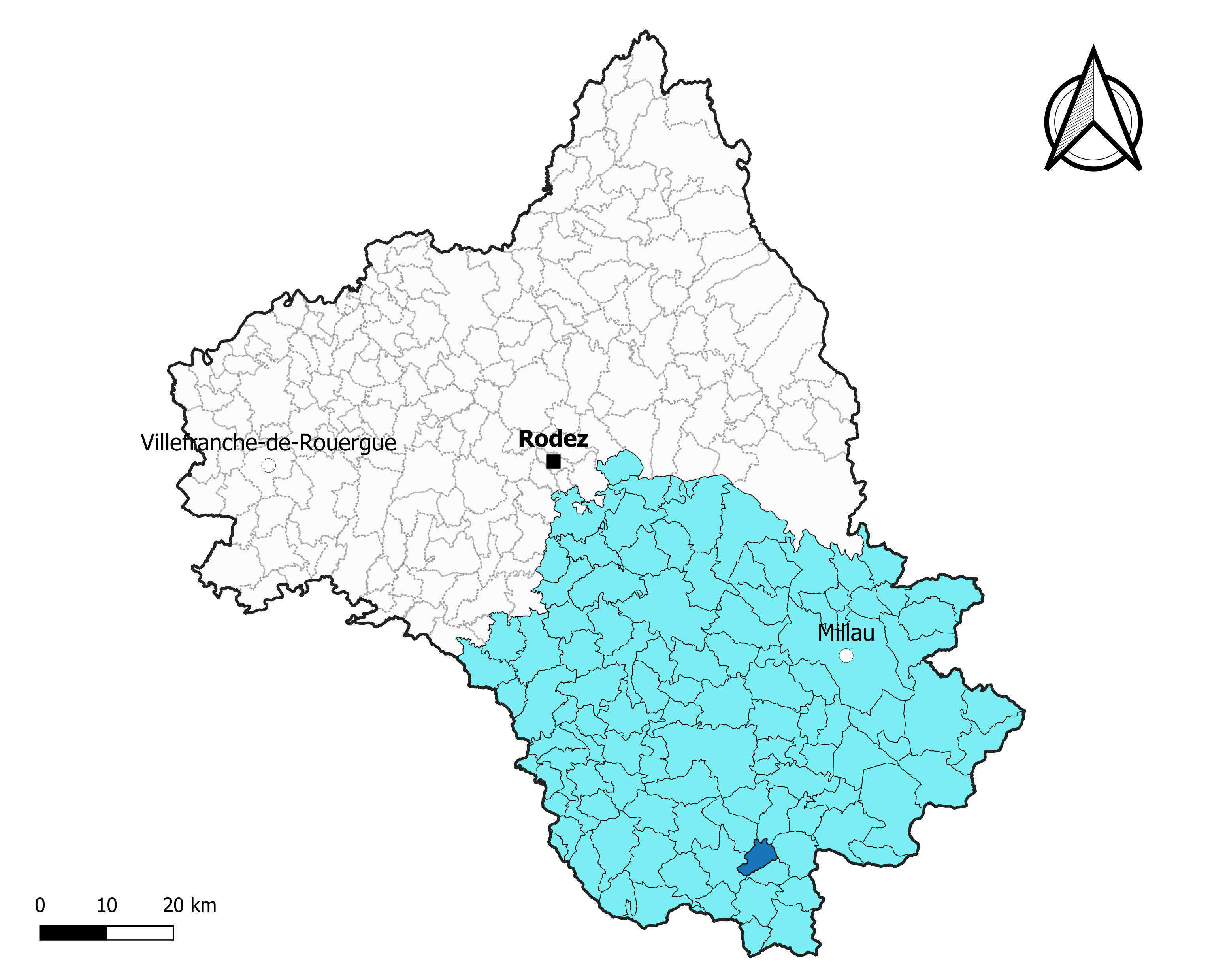
Sylvanès dans l'arrondissement de Millau en 2020.

### Élections municipales et communautaires

#### Élections de 2020
Le conseil municipal de Sylvanès, commune de moins de 1 000 habitants, est élu au scrutin majoritaire plurinominal à deux tours avec candidatures isolées ou groupées et possibilité de panachage. Compte tenu de la population communale, le nombre de sièges à pourvoir lors des élections municipales de 2020 est de 11. La totalité des onze candidats en lice est élue dès le premier tour, le 15 mars 2020, avec un taux de participation de 73,28 %.
Michel Wolkowicki, maire sortant, est réélu pour un nouveau mandat le 25 mai 2020.
Dans les communes de moins de 1 000 habitants, les conseillers communautaires sont désignés parmi les conseillers municipaux élus en suivant l’ordre du tableau (maire, adjoints puis conseillers municipaux) et dans la limite du nombre de sièges attribués à la commune au sein du conseil communautaire. Un siège est attribué à la commune au sein de la communauté de communes Monts, Rance et Rougier.

#### Liste des maires
| Période                                  | Période  | Identité           | Étiquette | Qualité                                                 |
| ---------------------------------------- | -------- | ------------------ | --------- | ------------------------------------------------------- |
| 2001                                     | 2008     | Émile Castan       |           | Retraité                                                |
| mars 2008                                |          | Michel Wolkowitsky | DVD       | Cadre supérieur                                         |
| mars 2014                                | En cours | Michel Wolkowicki, |           | Profession de l'information, des arts et des spectacles |
| Les données manquantes sont à compléter. |          |                    |           |                                                         |

## Démographie
L'évolution du nombre d'habitants est connue à travers les recensements de la population effectués dans la commune depuis 1793. Pour les communes de moins de 10 000 habitants, une enquête de recensement portant sur toute la population est réalisée tous les cinq ans, les populations de référence des années intermédiaires étant quant à elles estimées par interpolation ou extrapolation. Pour la commune, le premier recensement exhaustif entrant dans le cadre du nouveau dispositif a été réalisé en 2007.

En 2022, la commune comptait 116 habitants, en évolution de +6,42 % par rapport à 2016 (Aveyron : +0,37 %, France hors Mayotte : +2,11 %).
| 1793 | 1800 | 1836 | 1841 | 1846 | 1851 | 1856 | 1861 | 1866 |
| ---- | ---- | ---- | ---- | ---- | ---- | ---- | ---- | ---- |
| 439  | 385  | 404  | 415  | 407  | 420  | 407  | 429  | 429  |

| 1872 | 1876 | 1881 | 1886 | 1891 | 1896 | 1901 | 1906 | 1911 |
| ---- | ---- | ---- | ---- | ---- | ---- | ---- | ---- | ---- |
| 445  | 503  | 405  | 382  | 377  | 407  | 409  | 408  | 406  |

| 1921 | 1926 | 1931 | 1936 | 1946 | 1954 | 1962 | 1968 | 1975 |
| ---- | ---- | ---- | ---- | ---- | ---- | ---- | ---- | ---- |
| 329  | 310  | 288  | 273  | 215  | 205  | 159  | 144  | 109  |

| 1982 | 1990 | 1999 | 2006 | 2007 | 2012 | 2017 | 2022 | - |
| ---- | ---- | ---- | ---- | ---- | ---- | ---- | ---- | - |
| 117  | 108  | 117  | 98   | 95   | 105  | 111  | 116  | - |

## Économie

### Emploi
| Division       | 2008  | 2013  | 2018  |
| -------------- | ----- | ----- | ----- |
| Commune        | 6,9 % | 4,8 % | 1,7 % |
| Département    | 5,4 % | 7,1 % | 7,1 % |
| France entière | 8,3 % | 10 %  | 10 %  |

En 2018, la population âgée de 15 à 64 ans s'élève à 59 personnes, parmi lesquelles on compte 74,6 % d'actifs (72,9 % ayant un emploi et 1,7 % de chômeurs) et 25,4 % d'inactifs,. En  2018, le taux de chômage communal (au sens du recensement) des 15-64 ans est inférieur à celui de la France et département, alors qu'en 2008 il était supérieur à celui du département et inférieur à celui de la France.
La commune est hors attraction des villes,. Elle compte 44 emplois en 2018, contre 49 en 2013 et 46 en 2008. Le nombre d'actifs ayant un emploi résidant dans la commune est de 47, soit un indicateur de concentration d'emploi de 93,6 % et un taux d'activité parmi les 15 ans ou plus de 51,6 %.
Sur ces 47 actifs de 15 ans ou plus ayant un emploi, 31 travaillent dans la commune, soit 66 % des habitants. Pour se rendre au travail, 63,8 % des habitants utilisent un véhicule personnel ou de fonction à quatre roues, 2,1 % s'y rendent en deux-roues, à vélo ou à pied et 34 % n'ont pas besoin de transport (travail au domicile).

### Activités hors agriculture
8 établissements sont implantés  à Sylvanès au 31 décembre 2019.
Le secteur du commerce de gros et de détail, des transports, de l'hébergement et de la restauration est prépondérant sur la commune puisqu'il représente 50 % du nombre total d'établissements de la commune (4 sur les 8 entreprises implantées  à Sylvanès), contre 27,5 % au niveau départemental.

### Agriculture
|               | 1988 | 2000 | 2010 | 2020 |
| ------------- | ---- | ---- | ---- | ---- |
| Exploitations | 13   | 8    | 7    | 8    |
| SAU (ha)      | 715  | 694  | 599  | 568  |

La commune est dans les Monts de Lacaune, une petite région agricole occupant le sud du département de l'Aveyron. En 2020, l'orientation technico-économique de l'agriculture  sur la commune est la polyculture et/ou le polyélevage. Huit exploitations agricoles ayant leur siège dans la commune sont dénombrées lors du recensement agricole de 2020 (13 en 1988). La superficie agricole utilisée est de 568 ha,,.

## Culture locale et patrimoine

### Patrimoine religieux

#### Abbaye de Sylvanès
L'abbaye de Sylvanès est une construction cistercienne bâtie à partir de 1136 par Pons de l'Héras, située non loin de Camarès et de Belmont-sur-Rance, dans l'ancien diocèse de Vabres. Après un siècle et demi de rayonnement, l'abbaye sombre dans une longue période de décadence. Abandonnée à la Révolution, seule l'église et l'aile est du cloître furent sauvegardées. Classée monument historique en 1862, il faudra attendre 1975 et l'arrivée du père dominicain et compositeur André Gouzes, ainsi que de Michel Wolkowitsky, actuel directeur, pour voir l'abbaye relevée de ses ruines.
 Classée MH (1862)

#### Église russe orthodoxe de l'Hétimasie
Située à 4,5 km de Sylvanès (43° 49′ 23″ N, 2° 58′ 10″ E), l'église russe orthodoxe de l'Hétimasie du Trône a été construite en bois en octobre 1994 à la demande du Père André Gouzes. L'église est assemblée durant l'hiver 1993-94 dans la forêt de Kirov, à 790 km au nord-est de Moscou, selon une ancienne technique russe qui ne nécessite ni clou ni cheville puis elle est démontée et acheminée par train, camions et tracteurs et remontée sur son emplacement actuel. La SNCF a pris en charge la moitié du coût du transport entre la Russie et la gare de Millau. Cette église est le sujet d'un court-métrage de Vladimir Kozlov intitulé La petite sœur russe de Sylvanès.

Église russe orthodoxe de l'Hétimasie
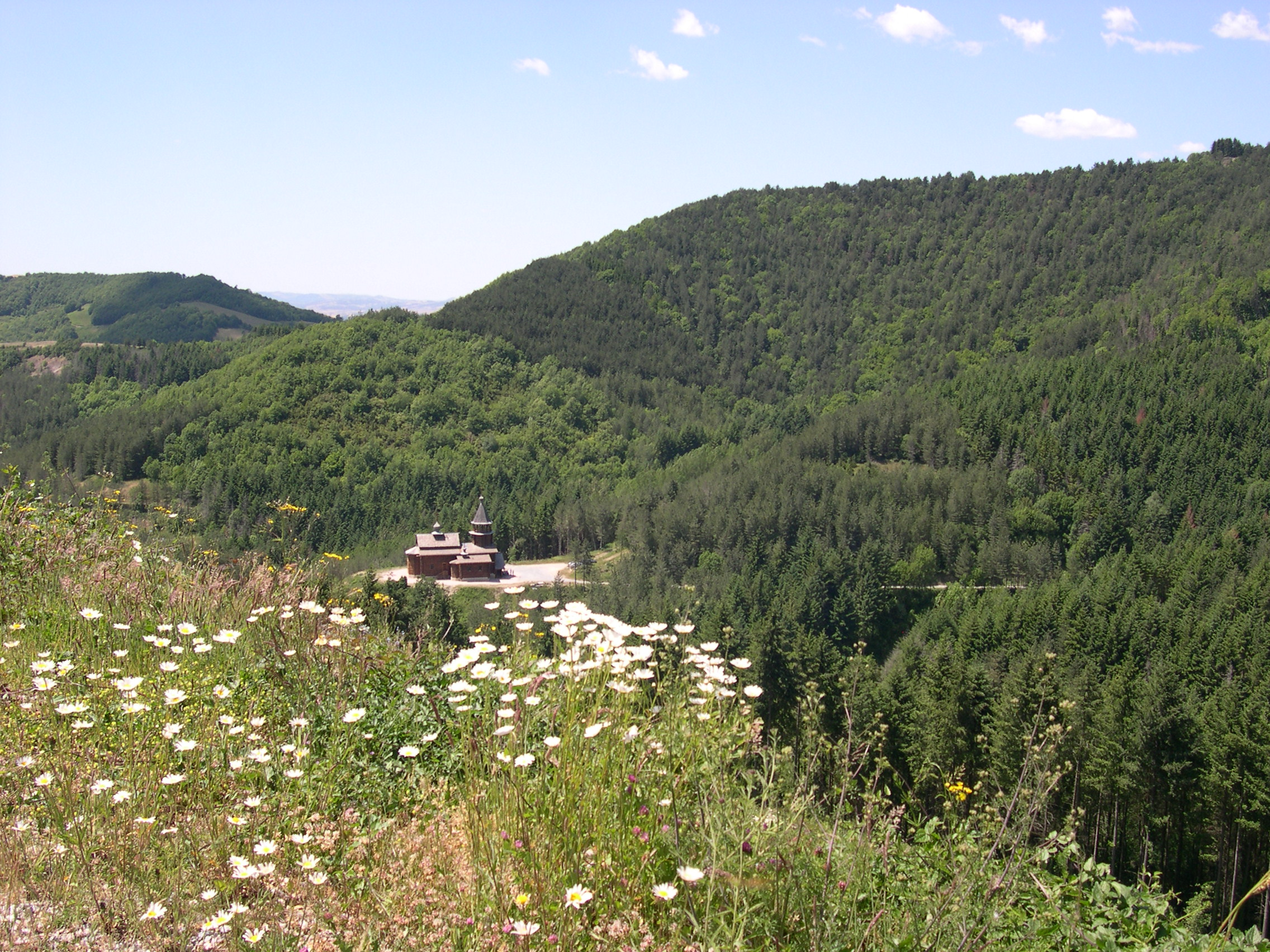
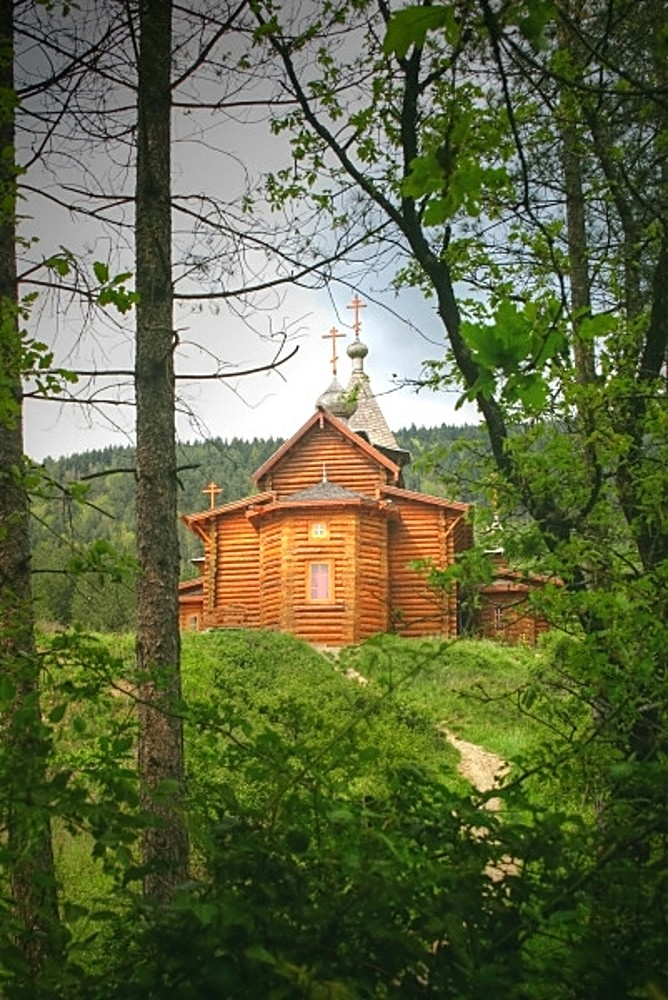
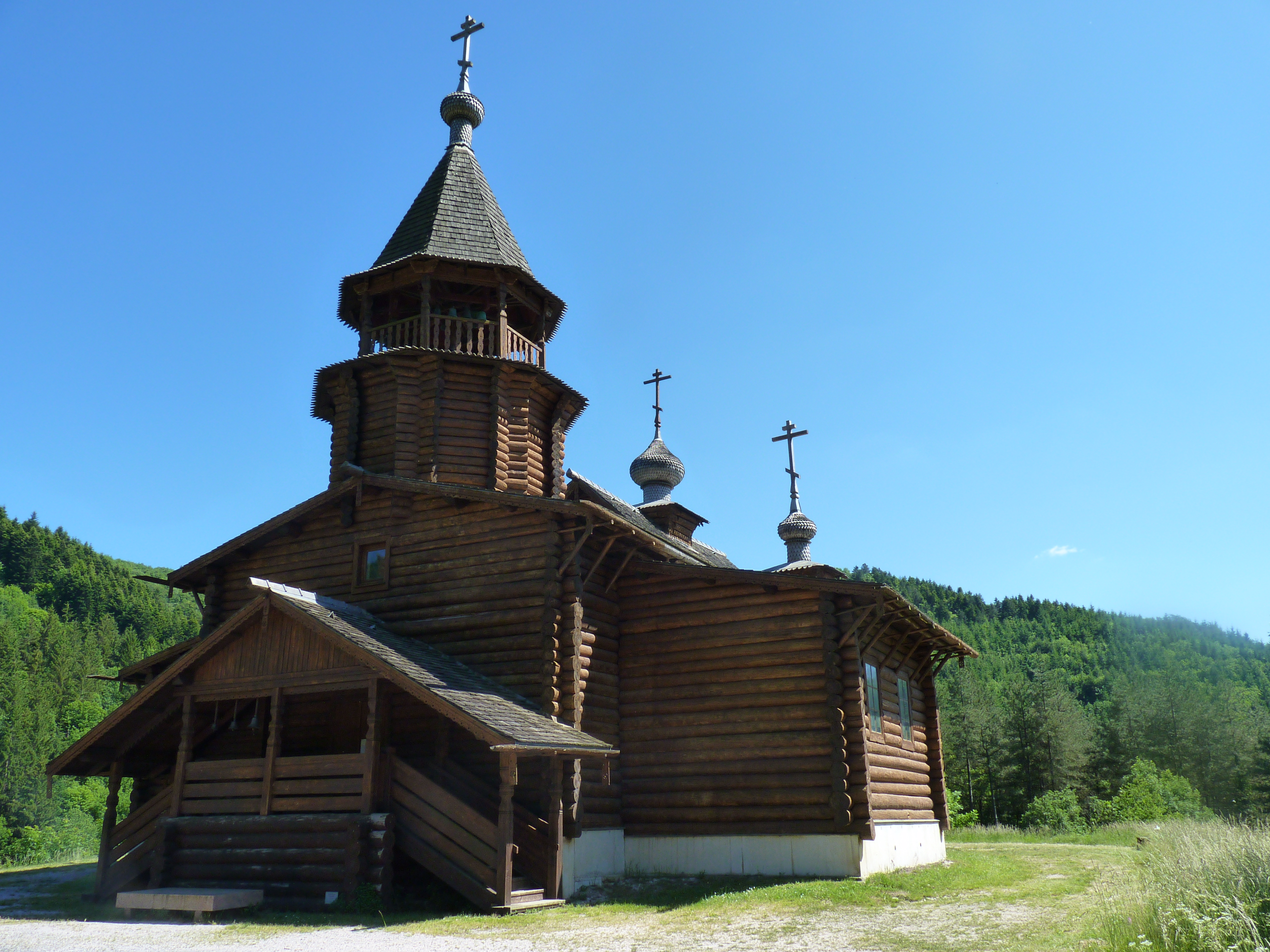

### Patrimoine naturel
- Source minérale ferrugineuse.

### Patrimoine culturel
Aujourd'hui, l'Abbaye de Sylvanès est devenue un Centre de renommée internationale qui propose d'importantes rencontres culturelles, spirituelles et musicales.